# Lucía Novas
Lucía Novas Garrido, nacida en Buexu el 1 de octubre de 1979, es una escritora y docente gallega.

## Trayectoria

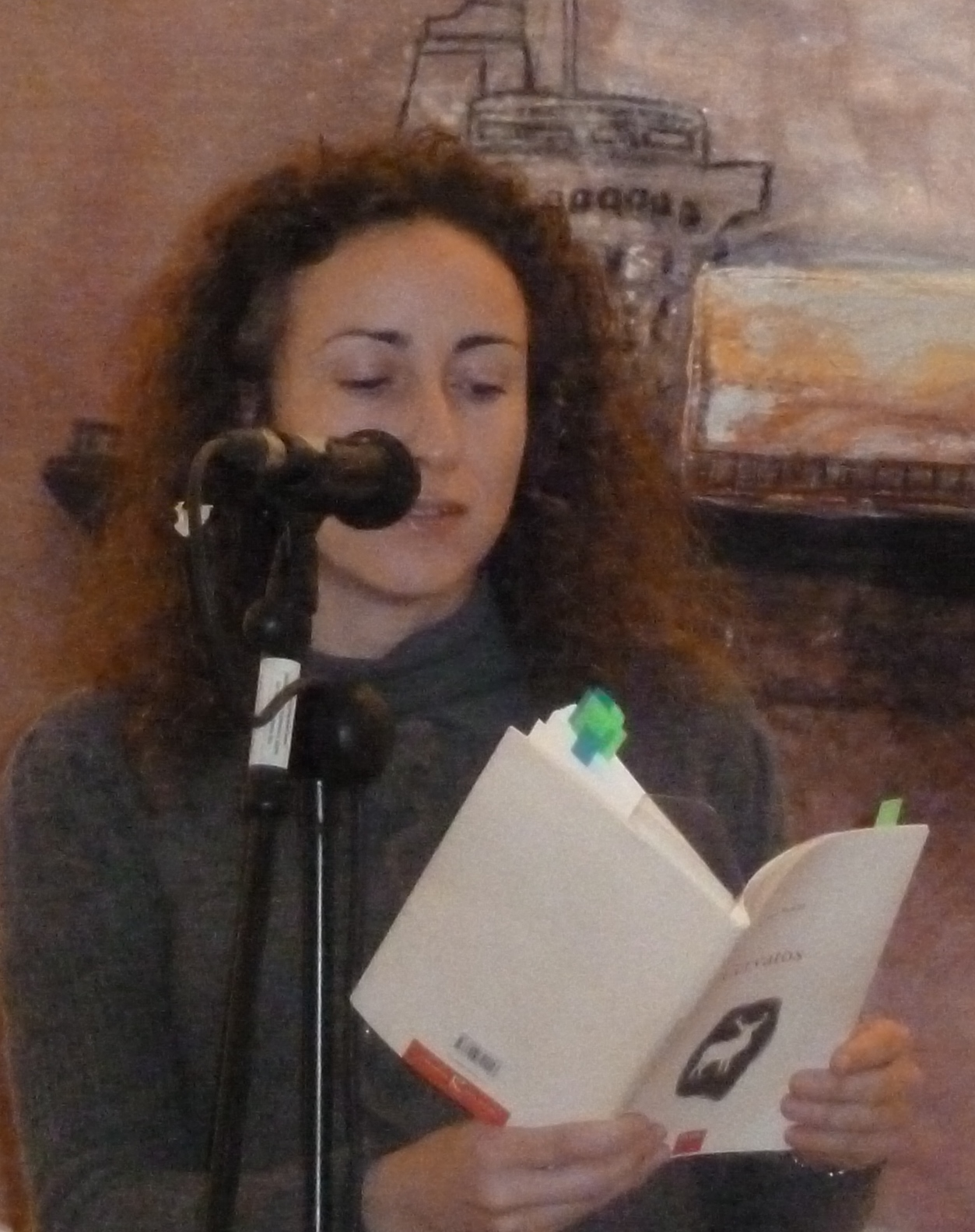
Recitando. Pazo da Cultura, Pontevedra. 08/11/2018

Licenciada en Filología Gallega por la Universidad de Vigo. Ejerce como profesora en la enseñanza secundaria de Lengua y Literatura Gallega. Escritora ya en la adolescencia, ganó diversos premios de poesía, y ha participado en diversos volúmenes colectivos. Colabora con poemas suyos en revistas como Grial, PolpA, Casa de la Gramática, Madrygal. Revista de Estudios Gallegos, El Ojo Público, Escrita Contemporánea y en 2018 Ligeia. Participó cómo ponente en el curso Demasiados zapatos para una cenicienta (Universidad de Salamanca), en las jornadas de Poesía de la Fundación Alberti y en el V Encuentroo de Nuevos/as Escritores de la AELG.

## Obra

### Poesía
- Epiderme de estío (Espiral Maior, 2001)
- Neve (Espiral Maior, 2010)
- Cervatos (Kalandraka, 2017)

### Obras colectivas
- Premio 1998 de relato y poesía de la Universidad de Vigo, 1998, Xerais .
- Premio 1999 de relato, poesía y teatro de la Universidad de Vigo, 1999, Xerais.
- Premio 2000 de relato, poesía y teatro de la Universidad de Vigo, 2000, Xerais.
- Premio 2001 de relato, poesía y teatro de la Universidad de Vigo, 2001, Xerais.
- XVI Festival de la Poesia en el Condado. Otro mundo es posível, 2002, S. C. D. Condado.
- El rasgo abierto. Poesías y dibujos, 2002, Diputación de Pontevedra.
- Negra sombra. Intervención poética contra la marea negra, 2003, Gusanillo Mayor.
- Uxío Novoneyra. La emoción de la Tierra, 2004, Asociación de Escritores en Lengua Gallega.
- De las sonorosas cuerdas, 2005, Eneida.
- Escrita Contemporánea, Homenaje a Ánxel Casal, 2005, AELG.
- Carpeta poética para Alexandre Bóveda, 2006, Gusanillo Mayor.
- Poetízate. Antología de la poesía gallega, 2006, Xerais.
- Bernardino Graña. Homenaje en el 75 aniversario, 2007, Xerais.
- Letras nuevas, 2008, AELG.
- Erato. Bajo la piel del deseo, 2010, Sial (edición bilingüe gallego-castellano).
- Huellas, 2011, La puerta verde del séptimo andar.
- Vivir un sueño repetido. Homenaje a Lois Pereiro, 2011, AELG, libro electrónico.
- Noticias de poesía. 17 poetas, 2013, Fundación Uxío Novoneyra.
- Versus cianuro. Poemas contra la mina de oro de Corcoesto, 2013, La. C. Caldeirón.
- 150 Cantar para Rosalía de Castro (2015, libro electrónico).
- 6 poemas 6. Homenaje a Federico García Lorca, 2015, Biblos Clube de Lectores. Poesía.
- Verbo en la arria. Homenaje literario a Xohan Xesus González, 2016, Cascada.

### Ediciones
- Antoloxía poética, de Ramón Cabanillas, 2009, Galaxia.

## Premios
- Premio Minerva de poesía en 1996 y 1997.
- Premio de la Universidad de Vigo de poesía en el 2000.
- Faustino Rey Romero en el 2000, por La flor del lirolai.
- Premio de poesía Ayuntamiento de Carral en el 2000, por Epiderme de estío.
- Premio Johán Carballeira en el 2009, por Nieve.